# 九一式重戦車

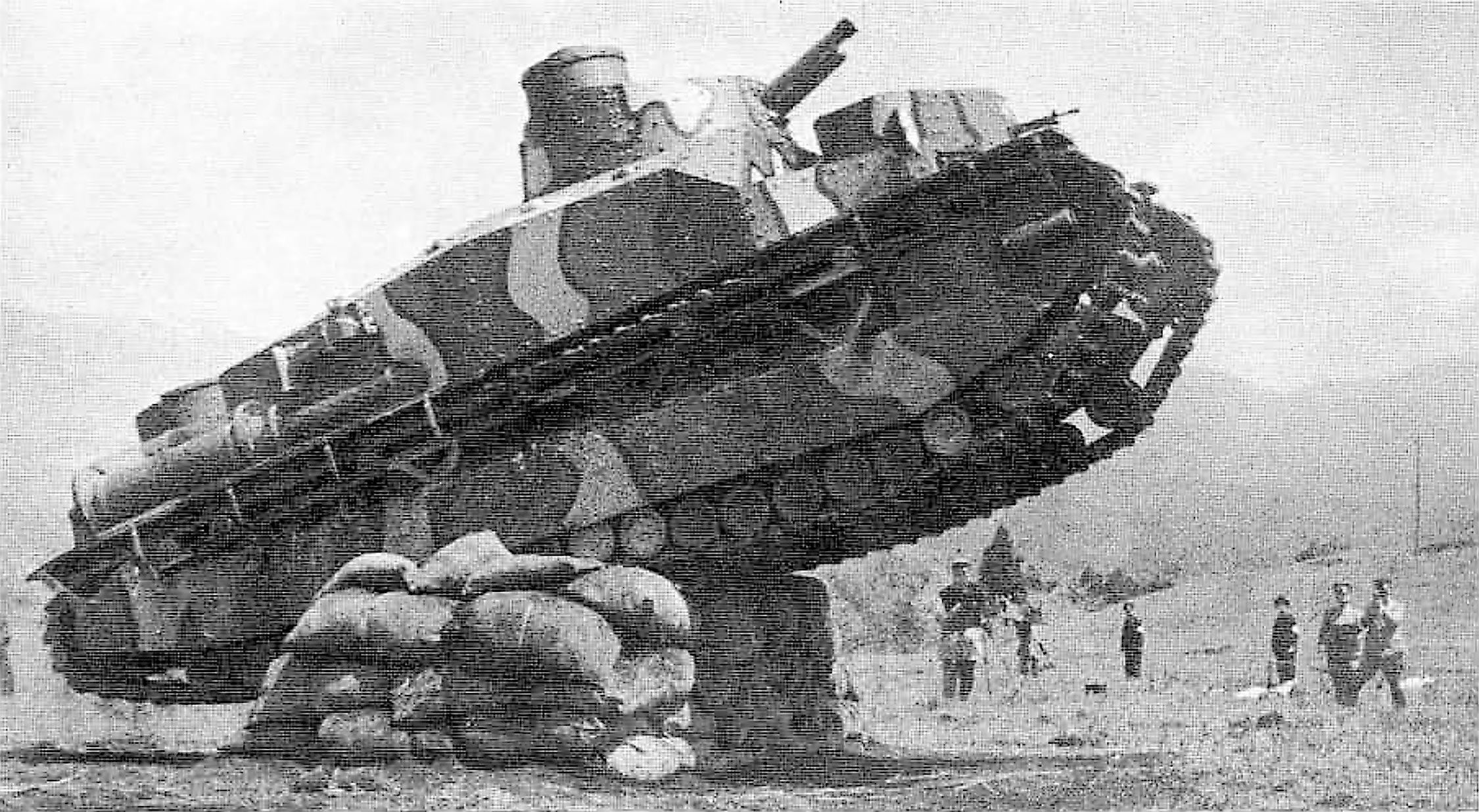
障害物を乗り越える九一式重戦車

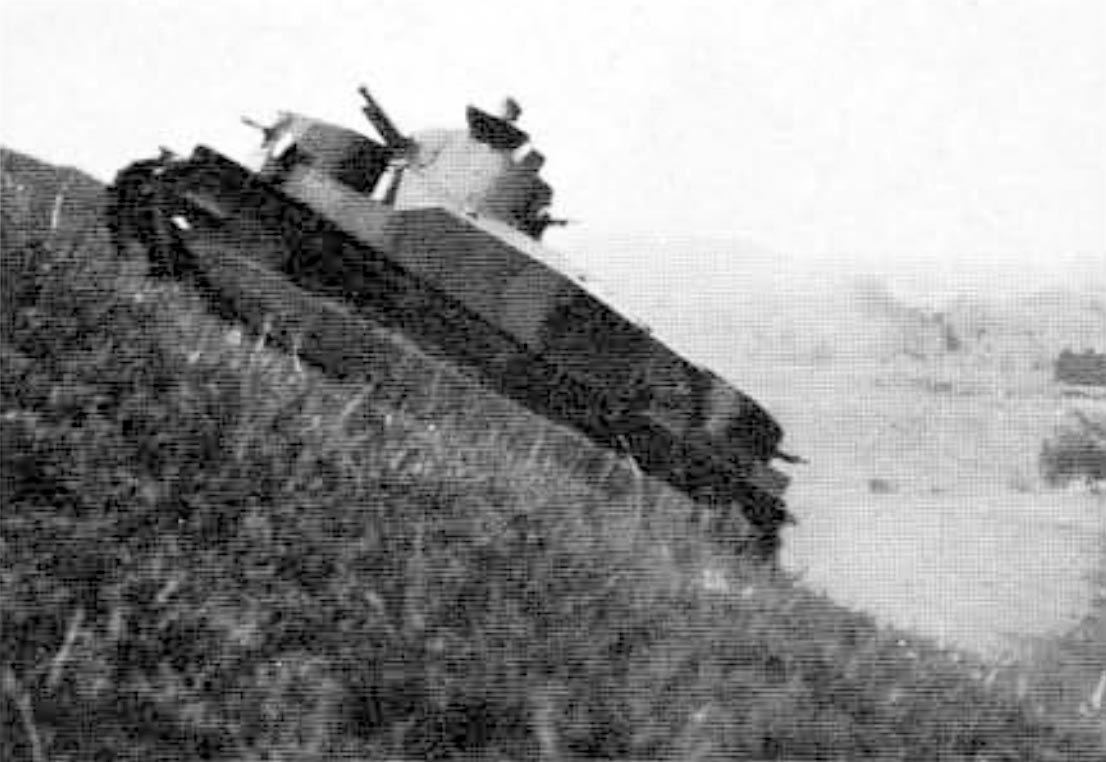
傾斜を登る九一式重戦車

九一式重戦車（きゅういちしきじゅうせんしゃ）、あるいは、試製九一式重戦車（しせいきゅういちしきじゅうせんしゃ）とは、大日本帝国陸軍が1931年（昭和6年）（皇紀2591年=旧軍の兵器は昭和以降皇紀の下2桁で呼称する）に開発した重戦車。資料によっては、本車を試製二号戦車としているものもある。

## 概要
本車は初めての国産戦車である試製一号戦車の改造型（試製一号戦車改）の設計を改良して、新規に開発・製造した車両である。
試製一号戦車は1927年（昭和2年）に開発され、富士演習場で軍関係者や一般市民の前で行われたデモンストレーションでもおおむね好評であったが、唯一の欠点は重量が当初予定していた値より2 t重い18 tとなり、最高速度が20 km/hに低下したことだった。
当時、陸軍の仮想敵はソ連であり、想定していた主戦場は不整地が多く、軟弱な地盤の中国大陸だった。ゆえに試製一号戦車の採用は見送られた。
1928年（昭和3年）3月28日、その代わりに軽戦車（後の八九式中戦車）が開発されることになった。同時に、陸軍は、敵に対し優位に立つために重戦車も必要と考え、その開発を決定した。
まず、試作型として、既存の試製一号戦車が改造され（試製一号戦車改、1930年（昭和5年）4月完成）、その次に、その改良型として、本車が新規に開発・製造されている。本車が完成したのは、1932年（昭和7年）3月であった。
本車の全高は、従来、2.57 mと、試製一号戦車と試製一号戦車改よりも、低くなったと思われてきたが、実は、この数値は、車長展望塔を除いた、砲塔上面までの数値である。実際の全高は、約2.83 m（推定）である。
重量は試製一号戦車改よりも2 t増えて18 t、ただし、エンジン出力が増大したため、最高速度は25 km/hに向上している。
主砲口径も、初期には九〇式57 mm戦車砲で、後に70 mm戦車砲（型式不明）に換装し、攻撃力が向上している。
また、機関銃は、試製一号戦車改と同様に、車体前部と後部に設けた副銃塔に1挺ずつと、さらに、本車から、砲塔後面左側にかんざし式砲塔銃1挺が追加され、合計3挺装備している。砲塔後面右側には、観音開き式のハッチが追加されている。主砲塔と副銃塔の天板は嵩上げされて前傾が付けられている（銃砲塔の前面側の高さは、試製一号戦車改とほぼ変わらない。つまり、銃砲塔の後部側が高くなった。銃砲の俯角の拡大と関係があると考えられる）。前後の副銃塔は、その後背を垂直にすることで、左右90度に旋回指向可能に改良されている。
車体前面左側に乗降扉がある。車体前部右側の運転席の前面には開閉式の視察扉（バイザー）があった。乗員配置は、車体前部右側に操縦手、車体前部左側の旋回副銃塔に機銃手、主砲塔に右側の車長と左側の砲手、車体後部の旋回副銃塔に機銃手の、計5名である。装填手については、弾薬筒重量からして、57 mm砲であれば砲手が、70 mm砲であれば車長が、兼任したと考えられる。車長席から車内各所に伝声管が張り巡らされていた。後部機銃手は車体後部の変速機の上に座っていたと考えられる。
- - 試験中の九一式重戦車。1932年（昭和7年）。武装配置がよくわかる。

主砲塔上面右寄りには、フランス戦車の物に似た、背の高い筒状の車長展望塔が設けられていた。本車の車長展望塔は、回転展望塔（ストロボスコープキューポラ）であった。外筒と防弾ガラスの内筒の二重構造となっており、外筒側面には縦に細長い覘視孔（スリット）が多数あり、電動機（モーター）で高速回転するようになっていた。これにより、ストロボ効果により、車長は360度の視界を得ることができた。しかし、視界が薄暗いという欠点があり、夕方以降になると何も見えなくなった。また、複雑・高価・壊れやすいという欠点もあり、ストロボスコープの技術は廃れていき、次作の九五式重戦車では回転展望塔は廃止された。本車の車長展望塔（回転展望塔）は、試製一号戦車改の物と比べて、露出した部分の高さが低くなっているが、デザインは似ており、透視図を見ると、主砲塔上面が前傾を設けるために嵩上げされたことで、車長展望塔（回転展望塔）基部が主砲塔内部にやや埋め込まれていることから、車長展望塔（回転展望塔）そのものの高さは試製一号戦車改の物とほぼ変わらず、試製一号戦車改の物と同じ物である可能性が考えられる。
中央戦闘室と後部機関室を仕切るアスベスト製の隔壁には、戦闘室側の右側に、エンジン始動補助用のスターターハンドルが、左側に連絡通路への扉が、あったと考えられる。エンジンは機関室右側に縦に搭載され、機関室右側面から排気管が出て、後部右フェンダー上の消音器（マフラー）に繋がっていた。車体上部構造物（戦闘室と機関室）の両側の袖部（履帯上方の張り出し部分）には、燃料（ガソリン）タンクと水タンク（水タンクは右側袖部最後尾）が収納されていたと考えられる。袖部の縦幅が下方に、試製一号戦車よりも広くなっているが、これは、袖部内の燃料タンクの容量が増えていることを示唆している。透視図によると、ドライブシャフトがエンジンの横を通っているので、パワートレインは、先の八九式軽戦車と同様に、出力軸がエンジンの前方に出て、左に曲がって、後方に曲がって、車体後部中央のクラッチと変速機に繋がる、「コの字」型であった可能性が高い。中央戦闘室下方、エンジン前方には、エンジン始動用の始動電動機（セルモーター）兼発電機（ダイナモ）とバッテリーがあったと考えられる。エンジン後方には、放熱函（ラジエーター）があったと考えられる。放熱函の裏側にはエンジン動力で動く風扇（ファン）があり、放熱函を挟んでエンジン側に冷却風を送っていたと考えられる。そして冷却風は加熱されて上昇して機関室天板右半分のルーバー（鎧窓）から抜けていったと考えられる。放熱函の上には冷却水循環ポンプがあったと考えられる。エンジンの左側（機関室の左半分）には、後部副銃塔への連絡用通路を兼ねた、エンジン点検用スペースが設けられていたと考えられる。機関室右半分のエンジンと機関室左半分の通路は、機関室右半分内部の熱い空気を機関室天板の右側ルーバーに誘導するための風洞を形成するための、車体中心線上の（取り外し、あるいは、開閉、可能な）薄い壁で仕切られていた可能性がある（そうでないと、エンジンが通路に対し剥き出しだと、熱い空気が機関室左半分の通路にも溢れるので）。車体後面下部の牽引具は、左右に2つ付いていた。
本車の足回りについては、本車の設計が試製一号戦車改を基に洗練した物なのであれば、試製一号戦車改と同じく、（片側）4つの菱形板バネの両端で16個の小転輪を支え、1個の独立制衝転輪（前方）と、7個の上部支持輪で構成されていたと、考えられる。本車は起動輪（スプロケットホイール）が車体後方にある後輪駆動方式である。車体前方の誘導輪（アイドラーホイール）にも履帯外れ防止用の歯（スプロケット）がある。また、車体前方にテンションアジャスターがあり、誘導輪の位置を前後に微調整することで、履帯のテンションを調整することができた。試製一号戦車改には無かった、足回りの前部フェンダーが追加されていた。足回りの縦幅は、試製一号戦車と試製一号戦車改の物と比べて、狭くなっている（履帯上面の位置が下がっている）。
試作車輌なので、車体は軟鋼製であった可能性がある（一般に試作車輌は、実戦用ではないので耐弾性能が必要無いことと、製造・修正・改造しやすいよう、軟鋼で作られる）。
本車は18ｔの重量があったが、軍隊輸送船であった宇品丸は25ｔデリックを搭載しており、海上輸送および積み下ろしは可能であった。
1933年（昭和8年）当時の本車（試製重戦車）1輌の取得価格（開発費除く）は28万円であり、八九式軽戦車の10万円の2.8倍であった。
本車の生産数は1輌と少ない。1935年（昭和10年）には本車の改良型として九五式重戦車が作られたが、こちらも4輌しか作られていない。
1945年（昭和20年）9月頃に相模造兵廠で撮影された九一式重戦車の写真が残されているので、この頃まで本車が存在していたことは確実である。その写真の九一式重戦車は全武装を撤去されている。
- - 1945年（昭和20年）9月頃、相模造兵廠にて。

## 仮説 九一式重戦車は二輌存在した
まず、こちらの外部リンクの動画をご覧いただきたい。
- - 25:19から。動画内では「九一式重戦車」とキャプションで紹介されているが、迷彩パターンと懸架框の形状から、「試製一号戦車改」だとわかる。「試製一号戦車」と同じく、キューポラも高いままで、かんざし式砲塔銃も存在しない。

この記録映画は、陸軍技術本部によって製作された、公式の物である。ここには、「試製一号戦車改」に対し、「九一式重戦車」とキャプションが付けられている。
「試製一号戦車改」の形状は、（本項目の）「試製九一式重戦車」のそれとは、明らかに異なり、別個体であるにもかかわらず、である。
これはどういうことであろうか。
広報担当が間違えたのであろうか。日本陸軍が、日本国民と外国の軍事組織・諜報機関に対し、情報操作・欺瞞工作を行っていたのであろうか。

アルゴノート社が2000年（平成12年）6月に発行した「日本の戦車と装甲車輛」のP.159には、次の記述がある。以下に抜粋する。
引用開始。
試製九一式重戦車
先の国産1号戦車の試作とそのテストは、まずまずの成功に終わったが、
これを主力戦車に採用するには重量が重すぎ、より軽量な八九式戦車を開発することになった。
しかし、1号戦車の方はまだまだ捨て難い利点も持っていたので、
これを改修して支援用重戦車とすることに方針が決定し、
引き続き大阪工廠で研究が行われ、1930年4月に改修戦車が完成した。
1号戦車には制式名称はなかったが、この改修車輌に陸軍の制式名称を付けることになり、
翌1931年、皇紀2591の末尾2ケタを取って、「試製九一式重戦車」と名付けられた。
この試製というのは、まだ未採用で仮採用という意味にも受け取れる。
改修戦車はその結果、ややムダを省いて2t以上を軽減、重量16tとなり、
エンジンは10hp以上を増加して150hpとなった。
引用終わり。

これによると、試製一号戦車の改造型（便宜上、「試製一号戦車改」と呼称する）に対し、その完成の翌年の1931年（昭和6年）に、陸軍が「試製九一式重戦車」の制式名称を与えたことになっている。
つまり、九一式重戦車には、
- 「試製一号戦車改」こと、「「試製」（＝試作型、プロトタイプ）九一式重戦車」と、

- 従来（本項目の）「「試製」九一式重戦車」と呼ばれている、「「実は試製ではない」九一式重戦車」の、

2種類＝2輌があった、ということになる。
実際、「試製一号戦車改」＝「試製九一式重戦車」は、従来の「試製九一式重戦車」＝「九一式重戦車」の、試作型、プロトタイプ、ともいえる存在である。
従来の「試製九一式重戦車」＝「九一式重戦車」は、「試製一号戦車改」＝「試製九一式重戦車」の設計を洗練した、完全版、量産車仕様といえるものである。

あるいは、どちらも「試製＝量産されていない」という意味で、
- 「試製一号戦車改」＝「試製九一式重戦車 1号車」

- 従来（本項目）の「試製九一式重戦車」＝「試製九一式重戦車 2号車」

という解釈もできるかもしれない。

この二輌の九一式重戦車を、区別のために、先に作られた方を「試製九一式重戦車（試製一号戦車改）」、後に作られた方を「試製九一式重戦車（試製二号戦車）」あるいは「九一式重戦車（試製二号戦車）」と、便宜上、呼称することにする。
整理すると、
- 試製一号戦車・・・制式名称は無し。試製九一式重戦車ではない。（1927年（昭和2年）2月に完成）
- 試製九一式重戦車（試製一号戦車改）・・・試製一号戦車と同一個体の改造型。（1930年（昭和5年）4月に完成）
- （試製）九一式重戦車（試製二号戦車）・・・試製一号戦車改とは別個体。「試製」が付くかは不明。（1932年（昭和7年）3月に完成）

と、いうことになる。
また、このように考えれば、なぜ1932年（昭和7年）3月の「（試製）九一式重戦車（試製二号戦車）」の完成前の、前年1931年（昭和6年）に、「試製九一式重戦車」の制式名称を早々に与えているのかという、不可解な理由もわかるのである。もちろん、兵器の完成前に制式名称を与える事例が無いわけではないが、自然ではない。つまり、与えられたのは、「（試製）九一式重戦車（試製二号戦車）」に対してではなく、1930年（昭和5年）4月に完成の「試製九一式重戦車（試製一号戦車改）」に対して、であったのである。

とにかく、「試製一号戦車改」＝「試製九一式重戦車」と解釈することは、陸軍による情報操作・欺瞞工作などではなく、「古い説で誤り」などでもなく、
「九一式戦車は、二種類＝二輌ある」
と、そのように考えれば、従来の混乱も矛盾なく解決するのである。
「試製九一式重戦車」とは、試製一号戦車の改修車輌＝「試製一号戦車改」に対し、1931年（昭和6年）に与えられた、制式名称であったのである。

そして、記録映画などを通じた、陸軍の公式説明により、
戦前の日本人は、「試製一号戦車改」（通称）を、「試製九一式重戦車」（制式名称）であると、「正しく」認識していたのである。
問題は、戦後、軍事雑誌などで、この改修車輌「試製一号戦車改」＝「試製九一式重戦車」を、従来（本項目）の「（試製）九一式重戦車」＝「試製二号戦車」と呼んでいる車両と、実際には別個体であるにもかかわらず、同一個体として、混同してしまったことなのである。
また、その反対に、両車を別個体とするのは正しかったが、「試製一号戦車改」と従来（本項目）の「（試製）九一式重戦車」＝「試製二号戦車」を完全に分離し、前車を「試製九一式重戦車ではない」としたのも、正確ではないのである。

## 仮説 九一式重戦車には本当に70 mm砲が搭載されていたのか
また、この戦後の軍事雑誌における、「試製一号戦車改」＝「試製九一式重戦車」と「（試製）九一式重戦車」＝「試製二号戦車」を、同一個体として混同するという間違いから、「九一式重戦車に70 mm砲が搭載されていた」とする、真偽不明の謎の説に対する解答が導けるかもしれない。

戦後の、軍事雑誌の解釈における、日本陸軍の重戦車の発展過程はこのようになる。
- 試製一号戦車→「試製九一式重戦車（試製一号戦車改）」＝「（試製）九一式重戦車（試製二号戦車）」→九五式重戦車

「試製一号戦車改」を「試製二号戦車」と間違って呼ぶような混乱も、この両車を同一個体とした混同が原因だと考えられる。

実際の発展過程はこうである。
- 試製一号戦車→「試製九一式重戦車（試製一号戦車改）」→「（試製）九一式重戦車（試製二号戦車）」→九五式重戦車

さて、先の「試製九一式重戦車（試製一号戦車改）」＝「（試製）九一式重戦車（試製二号戦車）」の部分を、同一個体ということで、「試製九一式重戦車」と置き換え、この2つの発展過程を並べて比較するとこうなる。
- 試製一号戦車→「試製九一式重戦車」→九五式重戦車（間違った解釈）

- 試製一号戦車→「試製九一式重戦車（試製一号戦車改）」→「（試製）九一式重戦車（試製二号戦車）」→九五式重戦車（正しい解釈）

そうすると、開発過程の3番目にくる車種は、間違った解釈では「九五式重戦車」となり、正しい解釈では「（試製）九一式重戦車（試製二号戦車）」となる。
おそらく、ここで、「3番目の戦車」ということで、「九五式重戦車」と「（試製）九一式重戦車（試製二号戦車）」が、さらに混同されてしまったのである。
九五式重戦車が「九四式七糎戦車砲」（70 mm砲）を搭載していたのは確かなこととして、共通認識として理解されていたので、この混同により、従来（本項目）の「九一式重戦車」＝「（試製）九一式重戦車（試製二号戦車）」も、「70 mm砲を搭載していた」と、勘違いされてしまったのではないだろうか。
さらに、「（試製）九一式重戦車（試製二号戦車）」＝「試製九一式重戦車（試製一号戦車改）」ということで、さかのぼって「試製九一式重戦車（試製一号戦車改）」にも、「70 mm砲が搭載された」などという誤解が広まったのではないだろうか。

もちろん、実際に、1930年代前半に、当時最新鋭の重戦車であった「（試製）九一式重戦車（試製二号戦車）」が、試作された何らかの70 mm砲の、車載化のための、テストベッドになったという可能性はある。
しかし、それ（謎の試作砲の開発・謎の試作砲の九一式重戦車への搭載・謎の試作砲の車上試験）に関する情報が全く無いのはどういうことであろうか。
現在残っている、「（試製）九一式重戦車（試製二号戦車）」の写真に写っている武装は、その大きさ・外見は、どう見ても、「九〇式五糎七戦車砲」（57 mm砲）にしか見えない。謎の70 mm砲を搭載した画像は、未発見、もしくは、終戦時に焼却されたのであろうか。
それとも、一見すると「九〇式五糎七戦車砲」に見えるが、砲身内側と薬室をくり抜いて、57 mmから70 mmへとボアアップしてあるのであろうか。それとも、何か、口径70 mmの、「九〇式五糎七戦車砲」と同じ大きさの適当な鋳造砲でも作ったのであろうか。
そのような珍説まで、出てくる始末である。

この記事では、「九一式重戦車に70 mm砲が装備されていた」とする謎の説は、「（試製）九一式重戦車（試製二号戦車）」と「九五式重戦車」とを混同したことによる、単なる誤解であると、仮説ではあるが、結論づけたい。

## 登場作品

### ゲーム
『World of Tanks』
日本重戦車「Type 91 Heavy」として開発可能。